# Burlesques (Bartók)
Pour les articles homonymes, voir Burlesque (musique).
Les Trois burlesques (Háorm burleszk) sont une œuvre pour piano de Béla Bartók, composée de 1908 à 1911.

## Composition et création
Béla Bartók compose ses Trois burlesques de 1908 à 1911. La partition est publiée l'année suivante.
Ernő Dohnányi assure une première audition partielle des Trois burlesques, le 17 octobre 1917 à Budapest.

## Présentation
L'œuvre est en trois mouvements :
1. « Querelle » (« Civakodás ») — Presto ( = 104-96) à 
 ;
2. « Un peu gris » (« Részegen ») — Allegretto ( = 104-112) à 
 ;
3. Molto vivo, capriccioso ( = 92) à 
.

## Analyse
Les Trois burlesques de Bartók « apparaissent comme le reflet de sa bonne humeur la plus truculente ». Harry Halbreich estime que « ces trois merveilleux scherzos méritent décidément beaucoup plus d'attention, tant de la part des exécutants que du public ». Pour Guy Sacre, ce sont d'« admirables pièces de concert, qu'il faudrait jouer davantage. Tout y est, l'invention langagière, l'humour, le pianisme étincelant, sans les accessoires du romantisme ».

### Ouvrages généraux
- Harry Halbreich et François-René Tranchefort (dir.), Guide de la musique de piano et de clavecin, Paris, Fayard, coll. « Les Indispensables de la musique », 1987, 867 p. (ISBN 978-2-213-01639-9, OCLC 17967083), « Béla Bartók », p. 78-89.
- Guy Sacre, La musique de piano : dictionnaire des compositeurs et des œuvres, vol. I (A-I), Paris, Robert Laffont, coll. « Bouquins », 1998, 1495 p. (ISBN 978-2-221-08566-0), « Béla Bartók », p. 273-304.

### Monographies
- Pierre Citron, Bartok, Paris, Seuil, coll. « Solfèges », 1963, rééd. 1994, 222 p. (ISBN 978-2-02-018417-5 et 2-02-018417-6)